# Oening
Oening ist ein Gemeindeteil der Stadt Berching im Landkreis Neumarkt in der Oberpfalz in Bayern.

## Lage
Das Pfarrdorf liegt auf der Hochfläche der südlichen Frankenalb im Naturpark Altmühltal südöstlich des Gemeindesitzes Berching und westlich der im Tal der Weißen Laber befindlichen Erbmühle. Verbindungsstraßen gibt es zur Staatsstraße 2251 und zum Nachbarort und Berchinger Gemeindeteil Raitenbuch.

## Geschichte
Oening (= Sippensiedlung des Bajuwaren Ono) ist erstmals um 1060 als „Oningun“ urkundlich erwähnt, als der Eichstätter Bischof Gundekar hier eine Kirche weihte. Im Zuge der Hirschberger Erbschaft nach dem Aussterben der Grafen von Hirschberg mit Gebhard VII. wurde der Ort 1305 im Gaimersheimer Spruch der Landeshoheit des Eichstätter Bischofs zugesprochen; 1306 erhielt er der Bischof auch das Dorfgericht. Im Dorf saß im frühen 14. Jahrhundert das Adelsgeschlecht der Vestenberger auf einem Edelsitz, dem sogenannten Quakhaus. Diese hatten schon unter den Hirschbergern den Ort als Lehen inne und wurden nunmehr bischöfliche Lehensnehmer. 1370 löste Bischof Raban Truchseß von Wilburgstetten Oening von den Vestenbergern um 1100 Pfund Heller ein. Neben den Vestenbergern besaßen noch andere Adelige Lehen in Oening, so die Valtorer, die Herren von Laber, die 1433 vier Hofstätten an das Benediktiner-Kloster Plankstetten verkauften, und die Wolfsteiner zu Sulzbürg. Gegen Ende des Mittelalters gab es auch mehrere bäuerliche Eigenbesitzer. Im frühen 18. Jahrhundert wurde im Ort eine Schule errichtet. Anfang des 19. Jahrhunderts sind 14 Untertanen steuermäßig zum Amt Hirschberg, vier zum Klosteramt Plankstetten und ein Untertan zu Sulzbürg verzeichnet. Bezüglich der Ehehaft gehörte das Dorf zu Kevenhüll.
Bei der Säkularisation kam das untere Hochstift, zu dem das Oberamt Beilngries-Hirschberg und damit auch Oening gehörte, 1802 an Großherzog Erzherzog Ferdinand III. von Toskana und 1806 an das Königreich Bayern und dort in das Landgericht Beilngries. 1809 bildete Oening zusammen mit Raitenbuch den Steuerdistrikt Oening, der 1811 zur Ruralgemeinde wurde. Mit dem Gemeindeedikt von 1818 wurden beide Orte wieder selbständige Gemeinden. Seit 1862 gehörte der Ort zum Bezirksamt Beilngries, aus dem später der Landkreis Beilngries wurde. Dabei blieb es bis zur bayerischen Gebietsreform, bei der sich Oening am 1. Januar 1972 der Gemeinde Berching im Landkreis Neumarkt i.d.OPf. anschloss.

## Burgstall
Nahe bei Oening stand auf einem Hügel ein Schloss der Vestenberger, „Quakhaus“ genannt. Schon Anfang des 19. Jahrhunderts waren nur noch wenige Spuren vorhanden.

## Katholische Pfarrkirche St. Nikolaus

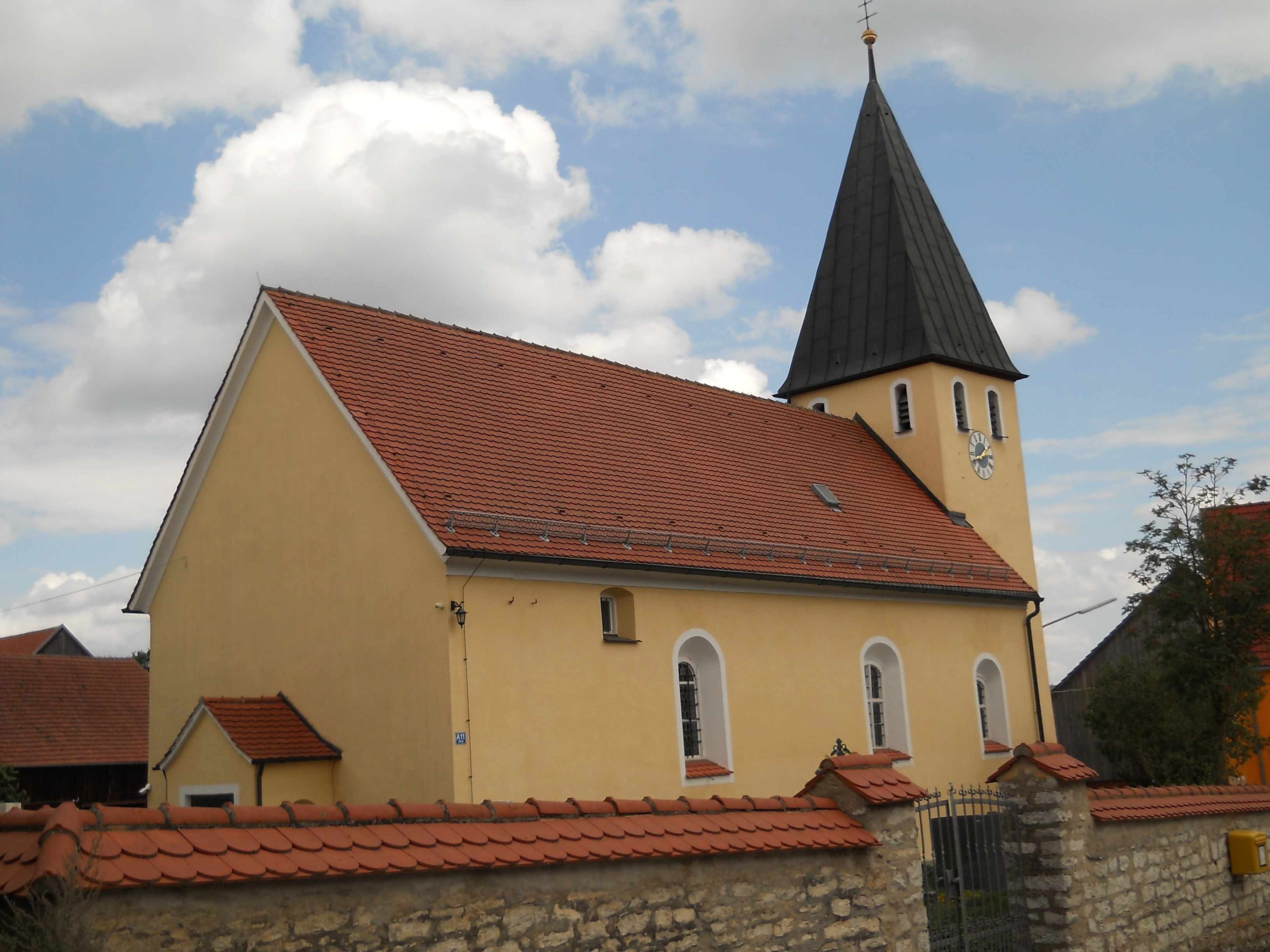
Kirche St. Nikolaus

Die Pfarrei Oening wurde 1307 durch den Eichstätter Bischof dem Augustiner-Chorherrenstift Rebdorf inkorporiert. 1313 ging das Patronatsrecht durch Tausch an den Bischof über. 1751 kam es durch Tausch an das Kloster Plankstetten, das die Pfarrei mit Konventualen besetzte. 1820 bis 1875 besaß Oening Weltpriester als Pfarrer; heute wird die Pfarrei wieder vom Kloster Plankstetten betreut. Die Kirche wurde 1693 unter Beibehaltung des gotischen Turms vom in Obermässing lebenden Graubündner Baumeister Giovanni Battista Camessina im barocken Stil neu errichtet. Geleitet wurde der Neubau vom fürstbischöflichen Hofbaumeister Jakob Engel. Die Weihe erfolgte 1729. 1743 stuckierte Franz Xaver Horneis den Innenraum. Die drei Barockaltäre stammen von 1729 (die Altarbilder sind jünger), die Stuck-Kanzel schuf 1744 Horneis.

## Vereine
- Freiwillige Feuerwehr
- Kriegerverein